# Ĥ

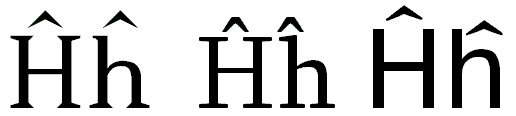
Ĥ in verschiedenen Schriften

Ĥ, kleingeschrieben ĥ, ist ein Buchstabe des lateinischen Schriftsystems. Es stellt ein H mit Zirkumflex dar. Es bezeichnet einen stimmlosen velaren Frikativ dar (wie ch im deutschen Wort lachen) und wird in der Plansprache Esperanto verwendet.
Der Buchstabe ĥ ist der elfte im Esperanto-Alphabet und folgt dort auf das h; Buchstabe und Phonem werden, wie im Esperanto üblich, mit einem angefügten -o bezeichnet: ĥo. Das Wörterbuch NPIV (2005) listet nur etwa fünfzig Wörter auf, die mit ĥ anfangen. Schon im Fundamento de Esperanto von 1905 erschien das Phonem nur sechsmal, bei etwa 40.000 insgesamt (0,15 Prozent).
ĥ im Esperanto vertritt den altgriechischen Buchstaben Chi. Den Ursprung dieser Verwendung sieht Ebbe Vilborg in seinem etymologischen Wörterbuch des Esperanto weniger im Altgriechischen als im Russischen und Polnischen. Schon 1894 schlug der Sprachgründer Ludwik Lejzer Zamenhof vor, ĥ durch k zu ersetzen, da es vielen Menschen Ausspracheschwierigkeiten bereitet. 1921 akzeptierte das Sprachkomitee (die spätere Akademio de Esperanto) die freiwillige Ersetzung, wenn ĥ direkt auf ein r folgt. Die Ersetzung ging in der Praxis allerdings viel weiter.
So wurde beispielsweise ĥemio zu kemio und arĥeologio zu arkeologio. Gewisse Probleme bereiteten nur Wörter, bei denen die Umstellung zu einem Gleichklang mit anderen Wörtern führte, wie ĥolero (Cholera) und ĥoro (Chor). Kolero heißt Wut und koro Herz. Die Wörter wurden daher zu kolerao und koruso. Auch wenn das NPIV bei vielen Einträgen mit dem Anfangsbuchstaben ĥ auf ein entsprechendes Lemma mit k verweist, ist das ĥ dauerhaft Bestandteil des Esperanto-Alphabets.

## Belege
1. 1 2  Nova Plena Ilustrita Vortaro de Esperanto, 2005, Lemma ĥ.
2. 1 2  Detlev Blanke: Internationale Plansprachen. Akademie-Verlag, Berlin 1985, S. 233.
3. ↑  Ebbe Vilborg: Etimologia Vortaro de Esperanto. Band 2. Eldona Societo Esperanto, Malmö 1991. Lemma ĥaoso.
4. ↑  Ebbe Vilborg: Etimologia Vortaro de Esperanto. Band 2. Eldona Societo Esperanto, Malmö 1991. Lemma ĥolero und ĥoruso.